# Ларс Расмусен
Ларс Расмусен (на датски: Lars Rasmussen) е датски политик, министър-председател на Дания от 28 юни 2015 до 27 юни 2019 г.

## Биография
Расмусен е роден на 15 май 1964 г. във Вайле, Дания. Лидер е на управляващата партия Левица.

## Ранен живот
Завършва гимназия през 1983 г. и е президент на младежкия клон на „Venstre“ от 1986 до 1989 г. Завършва право в университета в Копенхаген през 1992 г. От 1990 до 1995 г. работи като Самостоятелно зает консултант.
Ларс Локке Расмусен е женен за Sólrun Løkke Rasmussen. Заедно те имат три деца.

## Политическа кариера
Ларс Расмусен е бил председател на младежкия клон на „Venstre“ от 1986 до 1989 г. Една от неговите инициативи е да се създаде алтернатива на операция „Dagsværk“ – една ежегодна кампания за набиране на средства от ученици от гимназията, събиращи пари за страни от третия свят.
Бил е министър на вътрешните работи и здравеопазването в периода 2001 – 2007 година, министър на финансите през 2007 – 2009 г. Женен е и има три деца. В допълнение към родния си датски, той говори английски и немски.